# Sphodros atlanticus
Sphodros atlanticus är en spindelart som beskrevs av Willis J. Gertsch och Norman I. Platnick 1980. Sphodros atlanticus ingår i släktet Sphodros och familjen pungnätsspindlar. Inga underarter finns listade i Catalogue of Life.